# SV Warnemünde Fußball
Der SV Warnemünde Fußball ist ein deutscher Fußballverein in Mecklenburg-Vorpommern aus dem Rostocker Stadtteil Warnemünde.
Der Klub wurde am 17. August 1999 in Warnemünde gegründet und ist auf dem Friedrich-Ludwig-Jahn-Sportpark zuhause. Ihm gehören etwa 400 Mitglieder an, die im Männer-, Alte-Herren- und Nachwuchsbereich aktiv sind.

## Geschichte

### 1949 bis 1989 – Vorgängervereine

Historisches Logo der BSG Motor Warnowwerft

Am 30. Mai 1949 wurde unter dem Namen BSG Karl Liebknecht der Vorgängerverein als Betriebssportgemeinschaft der damaligen Warnowwerft Warnemünde gegründet. Bekannt wurde dieser Verein nach seiner Umbenennung in BSG Motor Warnowwerft Warnemünde. Unter diesem Namen stieg die 1. Mannschaft erstmals 1954 in die DDR-Liga Staffel Nord, die zweithöchste Spielklasse der Republik, auf. Nach mehreren Abstiegen gelang zuletzt 1981 der Aufstieg in die zweithöchste Spielklasse der DDR.

### 1990 bis 2000 – Pokalsieg und Meisterschaft
Nach einer kurzfristigen Umbenennung in SV Warnowwerft Warnemünde folgte 1991 die Gründung des SV Warnemünde. Am 17. August 1999 erfolgte schließlich unter Herauslösung der Abteilung Fußball des SV Warnemünde e. V. die Gründung des SV Warnemünde Fußball e. V. als selbständiger Verein.
Der größte sportliche Erfolg des Traditionsklubs in den 1990er Jahren war die Teilnahme an der 1. Hauptrunde des DFB-Pokal in der Saison 1997/98 gegen Borussia Dortmund (0:8), den damaligen amtierenden Champions-League-Sieger. Ein Jahr zuvor wurde der Landespokal mit einem Sieg im Finale gegen den FC Schönberg 95 gewonnen. Nach der Meisterschaft in der Verbandsliga 1998/99 spielte die 1. Mannschaft in der darauffolgenden Serie 1999/2000 in der Oberliga Nordost-Nord, mussten jedoch am Saisonende den Abstieg hinnehmen.

### Seit 2001 – Aktuelle Entwicklung
Nachdem man 2003 bis in die Landesliga abgestiegen war, gelang unter Spielertrainer Heiko März nach sechs Jahren Abstinenz 2008 die Rückkehr in die Verbandsliga. Nach dem Abstieg 2011 aus der Verbandsliga folgte 2012 der Abstieg aus der Landesliga Nord. 2014 gelang die Rückkehr in die Landesliga. Dort erreichten die Warnemünder bis 2018 stets einstellige Tabellenplätze. In der Saison 2018/19 gelang der Mannschaft um Trainer Eckhard Pasch der erneute Aufstieg in die Verbandsliga, bei dem man sich dank der besseren Tordifferenz gegen den FC Schönberg 95 durchsetzte. Nachdem die Spielzeiten 2019/20 und 2020/21 auf Grund der Corona-Pandemie abgebrochen wurden und keine Mannschaften absteigen mussten, konnte der SV Warnemünde in der Saison 2021/22 mit dem 13. Platz erneut die Klasse halten. Dies gelang ebenso in der Folgesaison.

## Stadion
Die Heimstätte des SV Warnemünde Fußball ist der Friedrich-Ludwig-Jahn-Sportpark an der Parkstraße in Warnemünde. Dieser umfasst einen Naturrasenplatz sowie zwei Kunstrasenplätze. Am Standort des ehemaligen zweiten Naturrasenplatzes zur Parkstraße hin stehen eine im Herbst 2015 eröffnete neue Sporthalle sowie ein im Juni 2014 fertiggestelltes neues Vereinsheim.
Bevor Anfang der 1920er Jahre auf den Sportplatz an der ehemaligen Diedrichshäger Chaussee – der heutigen Parkstraße – übergesiedelt wurde, trugen die Warnemünder Kicker ihre Wettspiele auf der Wiese an der Mühle – an der heutigen Mühlenstraße – aus.

## Namen und Zahlen

### Erfolge
- Landespokalsieger (1): 1997
- Meister Verbandsliga Mecklenburg-Vorpommern: 1999
- Meister Landesliga Mecklenburg-Vorpommern (Staffel West): 2008, 2019
- DDR-Bezirksmeister (Bezirk Rostock): 1954[6], 1969,[6] 1970,[6] 1974, 1977, 1979,[6] 1981,[6] 1992
- Teilnahmen:
  - DFB-Pokal (1): 1997/98 1
  - FDGB-Pokal (11): 1949/50 1, 1956 1, 1960 1, 1961/62 3, 1962/63 2, 1971/72 1, 1972/73 1, 1973/74 1, 1977/78 2, 1980/81 1, 1982/83 1
  - DDR-Liga 4 (6): 1954/55, 1970/71, 1971/72, 1972/73, 1979/80, 1981/82, (Rang 106 in der Ewigen Rangliste der DDR-Liga)
  - II. DDR-Liga 5 (8): 1955, 1956, 1957, 1958, 1959, 1960, 1961/62, 1962/63 (Rang 2 in der Ewigen Tabelle der II. DDR-Liga)
  - Qualifikationsrunde für die DDR-Liga (1): 1962/63
  - NOFV-Oberliga (1): 1999/2000 6

### Ausgewählte Persönlichkeiten
- Gerhard Schaller (1929–2006)
- Horst Zedel (* 1930)
- Günter Bartnicki (* 1932)
- Ronald Adam (* 1958)
- Thomas Finck (* 1969)
- Axel Rietentiet (* 1969)
- Daniel Hoffmann (* 1971)
- René Schneider (* 1973)
- Hannah Etzold (* 2005)

### Trainer
- 1952–1953: Herbert Reif (* 1912)
- 1954–1955: Kurt Findeisen
- 1955–1959: Horst Brettschneider (* 1920)
- 1959–196_: Kurt Nytsch
- 196_–1968: ?
- 1968–1971: Dieter Fietz (* 1942)
- 1971–1972: Klaus Staude (* 1939)
- 1972–1991: Peter Klotzsch (* 1943)/Bernd Schramm (* 1941)
- 1991–1993: Reinhard Kempert (* 1958)
- 1994–1999: Harry Krause (* 1957)
- 1999–2000: Volker Röhrich (* 1965)
- 2000–2001: Mayk Bullerjahn (* 1963)
- 2001–2002: Frank Pinther (* 1957)
- 2002–2004: Stefan Hasse (* 1974)
- 2004–2006: Jens Kunath (* 1967)
- 2006–2010: Heiko März (* 1965)
- 2010–2011: Christian Wilms (* 1977)
- 2011–2012: Roger Franke
- 2012: Karsten Fritzsche
- 2012–2016: Ralf Henninger (* 1960)
- 2016: Harry Krause[7]
- 2017–2022 Eckerhard Pasch[8]
- 2022–2023: Heiko März
- 2023–2025: Andreas Seering (* 1961)
- 2025: Benedikt Arendt und Daniel Kößler
- 2025: Martin Schröder (* 1979)

## Football
Von 2007 bis 2018 bildeten die Rostock Griffins (ehemals Blue Stars) die Football-Abteilung des Vereins.